# NGC 5356
NGC 5356 este o galaxie spirală situată în constelația Fecioara. A fost descoperită în 2 februarie 1786 de către William Herschel. Se află la o distanță de 24,77 de megaparseci de Pământ.